# Tulasnella dissitispora
Tulasnella dissitispora é uma espécie de fungo pertencente à família Tulasnellaceae.